# S.P.A.L. 2013 2013-2014
Questa voce raccoglie le informazioni riguardanti la S.P.A.L. 2013 nelle competizioni ufficiali della stagione 2013-2014.

## Stagione
Nel 2013-2014 la SPAL inizia la stagione di Lega Pro Seconda Divisione con in panchina Leonardo Rossi, il quale supera la fase eliminatoria a gironi di Coppa Italia Lega Pro per poi essere eliminato al primo turno dal Venezia. Ad ottobre, dopo un avvio di campionato non in linea con le attese di inizio stagione, mister Rossi viene sostituito da Massimo Gadda; il nuovo trainer spallino guida la squadra al quarto posto al termine del girone di andata.
Nel mercato invernale la società cerca di rinforzare la rosa al fine di assicurarsi un posto nelle prime otto posizioni, valevoli per l'accesso alla nuova Lega Pro, mentre le ultime nove del girone scendono in Serie D, l'obiettivo viene infine raggiunto con la squadra biancoazzurra che si classifica sesta al termine del campionato con 62 punti. Tra i giocatori si mette in evidenza il centravanti bolognese Massimiliano Varricchio, laureatosi capocannoniere del girone A con 20 reti.

## Divise e sponsor
Lo sponsor tecnico per la stagione 2013-2014 è Erreà, mentre gli sponsor ufficiali sono Vetroresina e Veneto Banca.
| Casalinga ufficiale | Casalinga alternativa | Trasferta | Terza divisa |

## Organigramma societario
Area direttiva
- Presidente: Walter Mattioli
- Consiglieri: Simone Colombarini, Francesco Colombarini
- Direttore generale: Davide Vagnati

Area organizzativa
- Segretario generale: Stefano Salis
- Team manager: Umberto Sabattini

Area comunicazione
- Ufficio stampa: Enrico Menegatti

Area marketing
- Responsabile: Gianluca Ranzani

Area tecnica
- Allenatore: Leonardo Rossi (fino al 21/10/2013), Massimo Gadda

## Rosa
| N. |                   | Ruolo | Calciatore        |
| -- | ----------------- | ----- | ----------------- |
|    | Italia (bandiera) | P     | Pietro Menegatti  |
|    | Italia (bandiera) | P     | Jacopo Coletta    |
|    | Italia (bandiera) | P     | Tupac De Marco    |
|    | Italia (bandiera) | D     | Nicolas Giani     |
|    | Italia (bandiera) | D     | Fabio Buscaroli   |
|    | Italia (bandiera) | D     | Raffaele D'Orsi   |
|    | Italia (bandiera) | D     | Federico Cenerini |
|    | Italia (bandiera) | D     | Tommaso Silvestri |
|    | Italia (bandiera) | D     | Nicola Falcier    |
|    | Italia (bandiera) | D     | Fabio Lebran      |
|    | Italia (bandiera) | D     | Andrea Paloni     |
|    | Italia (bandiera) | D     | Nicolò Rosseti    |
|    | Italia (bandiera) | D     | Samuele Sereni    |
|    | Italia (bandiera) | D     | Simone Fantoni    |
|    | Italia (bandiera) | D     | Erik Panizzi      |
|    | Italia (bandiera) | C     | Manuel Lazzari    |
|    | Italia (bandiera) | C     | Edoardo Braiati   |

| N. |                   | Ruolo | Calciatore                         |
| -- | ----------------- | ----- | ---------------------------------- |
|    | Italia (bandiera) | C     | Andrea Tessari                     |
|    | Italia (bandiera) | C     | Carlo Calvetti                     |
|    | Italia (bandiera) | C     | Tommaso Arrigoni                   |
|    | Italia (bandiera) | C     | Matteo Paro                        |
|    | Italia (bandiera) | C     | Stefano Capellupo                  |
|    | Italia (bandiera) | C     | Andrea Landi                       |
|    | Italia (bandiera) | C     | Matteo Berretti                    |
|    | Italia (bandiera) | C     | Matteo Montorsi                    |
|    | Italia (bandiera) | C     | Davide Di Quinzio                  |
|    | Italia (bandiera) | C     | Alberto Banzato                    |
|    | Italia (bandiera) | A     | Diego Vita                         |
|    | Italia (bandiera) | A     | Jurgen Pandiani                    |
|    | Italia (bandiera) | A     | Giuseppe Cozzolino                 |
|    | Italia (bandiera) | A     | Nicola Falomi                      |
|    | Italia (bandiera) | A     | Massimiliano Varricchio (capitano) |
|    | Italia (bandiera) | A     | Manuel Personè                     |

## Risultati

### Lega Pro Seconda Divisione (girone A)

#### Girone di andata
| Meda 1º settembre 2013 1ª giornata | Renate                        | 0 – 0 | SPAL | Stadio Città di Meda (200 spett.)\| Arbitro: \| Baldicchi (Città di Castello) \| |
| Arbitro:                           | Baldicchi (Città di Castello) |       |      |                                                                                  |

| Arbitro: | Melidoni (Frattamaggiore) |

|                                           |           |                                         |
| Varricchio 30’, 41’ (rig.) Di Quinzio 83’ | Marcatori | 68’ Terrani 71’ Valagussa 90+4’ A. Vita |

| Arbitro: | Fiore (Barletta) |

|                               |           |                |
| Pietribiasi 25’ Semenzato 88’ | Marcatori | 55’ Varricchio |

| Arbitro: | Fanton (Lodi) |

|               |           |             |
| Cozzolino 60’ | Marcatori | 21’ Bottone |

| Arbitro: | Giua (Pisa) |

|                 |           |               |
| Chiazzolino 26’ | Marcatori | 82’ Cozzolino |

| Alessandria 4 ottobre 2013 6ª giornata | Alessandria           | 0 – 0 | SPAL | Stadio Giuseppe Moccagatta (1887 spett.)\| Arbitro: \| Rocca (Vibo Valentia) \| |
| Arbitro:                               | Rocca (Vibo Valentia) |       |      |                                                                                 |

| Arbitro: | Lacagnina (Caltanissetta) |

|                                 |           |                 |
| Varricchio 24’, 61’ Landi 90+3’ | Marcatori | 85’ Dalla Costa |

| Arbitro: | Guccini (Albano Laziale) |

|                                  |           |  |
| Sim. Dell'Acqua 15’ D'Antoni 21’ | Marcatori |  |

| Arbitro: | Tardino (Milano) |

|                                         |           |                              |
| Cozzolino 5’, 51’ Varricchio 57’ (rig.) | Marcatori | 29’ Caciagli 38’ D. Ferretti |

| Arbitro: | Giovani (Grosseto) |

|                                  |           |                       |
| R. Martinelli 27’ Ameth Fall 58’ | Marcatori | 64’ (rig.) Varricchio |

| Arbitro: | Abisso (Palermo) |

|                                            |           |                       |
| Varricchio 5’ (rig.), 77’ N. Rosseti 90+2’ | Marcatori | 2’ Corsetti 32’ Torri |

| Arbitro: | Cifelli (Campobasso) |

|             |           |                 |
| Tonelli 25’ | Marcatori | 45+5’ Buscaroli |

| Arbitro: | Mangialardi (Pistoia) |

|                                           |           |                             |
| Silvestri 4’ Varricchio 36’ Buscaroli 85’ | Marcatori | 34’ D. Alessandro 73’ Pavic |

| Arbitro: | Boggi (Salerno) |

|                           |           |                |
| Silvestri 53’ Personè 59’ | Marcatori | 37’ Bertazzoli |

| Arbitro: | Lanza (Nichelino) |

|             |           |                     |
| Scapini 68’ | Marcatori | 30’, 44’ Varricchio |

| Arbitro: | Capilungo (Lecce) |

|                           |           |                 |
| Fantoni 17’ Cozzolino 36’ | Marcatori | 72’, 81’ Masini |

| Arbitro: | Rossi (Rovigo) |

|  |           |                |
|  | Marcatori | 55’ Varricchio |

#### Girone di ritorno
| Arbitro: | Candeo (Este) |

|  |           |                           |
|  | Marcatori | 50’ Adobati 52’ Spampatti |

| Arbitro: | Baroni (Firenze) |

|                         |           |                                     |
| A. Vita 17’ Finotto 29’ | Marcatori | 41’ (rig.) Varricchio 50’ Capellupo |

| Arbitro: | Ros (Pordenone) |

|                                              |           |                             |
| Landi 27’ Giani 56’ Silvestri 63’ Lebran 74’ | Marcatori | 41’ Iocolano 78’ Maistrello |

| Arbitro: | Mangialardi (Pistoia) |

|                                    |           |                            |
| Lisai 1’ Alb. Filippini 83’ (rig.) | Marcatori | 4’ Landi 70’ (rig.) Falomi |

| Arbitro: | Aversano (Treviso) |

|             |           |                         |
| Personè 68’ | Marcatori | 3’ Romero 36’ Battaglia |

| Arbitro: | Brasi (Seregno) |

|                                    |           |                      |
| Giani 30’ Personè 73’ Berretti 80’ | Marcatori | 31’, 90+3’ Valentini |

| Arbitro: | Melidoni (Frattamaggiore) |

|  |           |                                         |
|  | Marcatori | 4’ Varricchio 43’ Berretti 73’ Arrigoni |

| Arbitro: | Sacchi (Macerata) |

|                |           |  |
| Varricchio 25’ | Marcatori |  |

| Arbitro: | Pillitteri (Palermo) |

|              |           |  |
| Pettarin 29’ | Marcatori |  |

| Arbitro: | Pezzuto (Lecce) |

|                                   |           |  |
| Fantoni 33’ Varricchio 42’ (rig.) | Marcatori |  |

| Arbitro: | Illuzzi (Molfetta) |

|              |           |             |
| Fanucchi 60’ | Marcatori | 47’ Personè |

| Arbitro: | Serra (Torino) |

|                        |           |                |
| Evangelisti 80’ (rig.) | Marcatori | 54’ Varricchio |

| Arbitro: | Colarossi (Roma) |

|              |           |               |
| Rebecchi 17’ | Marcatori | 73’ Cozzolino |

| Crema 6 aprile 2014 31ª giornata | Pergolettese         | 0 – 0 | SPAL | Stadio Giuseppe Voltini (524 spett.)\| Arbitro: \| Cifelli (Campobasso) \| |
| Arbitro:                         | Cifelli (Campobasso) |       |      |                                                                            |

| Arbitro: | Marinelli (Tivoli) |

|                |           |              |
| Varricchio 65’ | Marcatori | 77’ Pompilio |

| Arbitro: | Morreale (Roma) |

|              |           |  |
| Floriano 89’ | Marcatori |  |

| Arbitro: | Mainardi (Bergamo) |

|                                          |           |            |
| Cozzolino Varricchio 45+1’ Capellupo 71’ | Marcatori | 80’ Evacuo |

### Coppa Italia Lega Pro

#### Fase eliminatoria a gironi - Girone E
| Arbitro: | Luciano (Lamezia Terme) |

|                            |           |  |
| Varricchio 6’ Pandiani 87’ | Marcatori |  |

| Arbitro: | Caso (Verona) |

|  |           |                                     |
|  | Marcatori | 12’ Vita 41’ Pandiani 81’ Cozzolino |

#### Fase a eliminazione diretta
| Arbitro: | Giovani (Grosseto) |

|  |           |            |
|  | Marcatori | 102’ Dramé |

## Statistiche
Statistiche aggiornate al 4 maggio 2014.

### Statistiche di squadra
| Competizione               | Punti | In casa | In casa | In casa | In casa | In casa | In casa | In trasferta | In trasferta | In trasferta | In trasferta | In trasferta | In trasferta | Totale | Totale | Totale | Totale | Totale | Totale | DR  |
| Competizione               | Punti | G       | V       | N       | P       | Gf      | Gs      | G            | V            | N            | P            | Gf           | Gs           | G      | V      | N      | P      | Gf     | Gs     | DR  |
| -------------------------- | ----- | ------- | ------- | ------- | ------- | ------- | ------- | ------------ | ------------ | ------------ | ------------ | ------------ | ------------ | ------ | ------ | ------ | ------ | ------ | ------ | --- |
| Lega Pro Seconda Divisione | 53    | 17      | 10      | 5       | 2       | 36      | 25      | 17           | 3            | 9            | 5            | 16           | 17           | 34     | 13     | 14     | 7      | 52     | 42     | +10 |
| Coppa Italia Lega Pro      | 6     | 2       | 1       | 0       | 1       | 2       | 1       | 1            | 1            | 0            | 0            | 3            | 0            | 3      | 2      | 0      | 1      | 5      | 1      | +4  |
| Totale                     | -     | 19      | 11      | 5       | 3       | 38      | 26      | 18           | 4            | 9            | 5            | 19           | 17           | 37     | 15     | 14     | 8      | 57     | 43     | +14 |

### Andamento in campionato
| Giornata  | 1 | 2 | 3 | 4 | 5 | 6 | 7 | 8 | 9 | 10 | 11 | 12 | 13 | 14 | 15 | 16 | 17 | 18 | 19 | 20 | 21 | 22 | 23 | 24 | 25 | 26 | 27 | 28 | 29 | 30 | 31 | 32 | 33 | 34 |
| --------- | - | - | - | - | - | - | - | - | - | -- | -- | -- | -- | -- | -- | -- | -- | -- | -- | -- | -- | -- | -- | -- | -- | -- | -- | -- | -- | -- | -- | -- | -- | -- |
| Luogo     | T | C | T | C | T | T | C | T | C | T  | C  | T  | C  | C  | T  | C  | T  | C  | T  | C  | T  | C  | C  | T  | C  | T  | C  | T  | C  | T  | T  | C  | T  | C  |
| Risultato | N | N | P | N | N | N | V | P | V | P  | V  | N  | V  | V  | V  | N  | V  | P  | N  | V  | N  | P  | V  | V  | V  | P  | V  | N  | N  | N  | N  | N  | P  | V  |

Legenda:

Luogo: C = Casa; T = Trasferta. Risultato: V = Vittoria; N = Pareggio; P = Sconfitta.